# Aphrodisium gregoryi
Aphrodisium gregoryi là một loài bọ cánh cứng trong họ Cerambycidae.